# Henry Bird
Henry Edward Bird (14 de julho de 1830 – 11 de abril de 1908) foi um proeminente jogador de xadrez e escritor do final do século XIX. Apesar de ser um jogador amador, uma vez que sua profissão era contador, Bird ficou conhecido por participar de vários torneios de alto nível entre 1851 e 1886 obtendo alguns bons resultados.

## Carreira
Bird disputou um total de 13 torneios de alto nível durante sua carreira obtendo resultados variados. Os principais torneios que disputou foram Londres (1851), Londres (1883) e Londres (1899), e Hastings (1895) sendo seu melhor resultado o quinto lugar em Viena(1873). Sua partida mais importante foi contra Wilhelm Steinitz em 1866, no qual perdeu por +5=5-7 o qual foi atribuído o fato de ter trabalhado durante o dia durante as partidas. Seu estilo era audaz e tático, sempre empregando aberturas intituladas como bizarras na época apesar de algumas terem ganhado aceitação como a Variante Dragão na Defesa Siciliana
Como escritor sua obra mais conhecida foi Chess History and Reminiscences que contém relatos de enxadristas da época e outros assuntos. Apesar de ter publicado outros livros, como Chess Masterpieces (1875), Chess Novelties (1895) e Chess Openings Pratically Considered (1877)  estes são considerados inexatos e algumas vezes confusos.